# Mariana Baraj
Mariana Paula Baraj (Buenos Aires, 31 de mayo de 1970) es una cantante, percusionista y compositora argentina.

## Biografía
Mariana Baraj fue influenciada por la música jazz que escuchaba en su casa. Sus estudios formales comenzaron con Horacio López. Baraj tiene ascendencia judía-rusa y rumana.
De 1990 al 2000 formó parte ―junto a su hermano Marcelo Baraj― del Bernardo Baraj Quinteto, el grupo de jazz de su padre, el saxofonista Bernardo Baraj. Con ellos grabó tres discos en lo que fue su primer grupo con carácter profesional.
Formó parte ―como miembro estable― de grupos como
el Bernardo Baraj Quinteto (de jazz),
Man Ray (rock),
Catupecu Machu (rock),
Liliana Herrero (música folclórica argentina),
Teresa Parodi (música folclórica argentina),
Marián Farías Gómez (música latinoamericana) y
el Pepi Taveira Sexteto (de jazz), entre otros.
En 2001 grabó su álbum debut: Lumbre.
Desde 2003 salió de gira como solista en países como
Alemania,
Brasil,
Chile,
Corea,
España,
Estados Unidos,
Israel,
México,
Palestina,
Senegal,
Uruguay y
Japón.

Por momentos, Anna Sato, una cantante de allá [Japón] con la que compartimos un recital, parecía una coplera, y yo una japonesa.
Mariana Baraj

Ganadora del Premio Clarín 2005, en el rubro «Revelación de folklore».
Desde 2005 trabaja en colaboración con el diseñador argentino Martín Churba para su marca Tramando, en Argentina y Japón. Churba, además, está a cargo del vestuario de los shows y dirección de arte de los últimos discos.
Ganadora del Premio Gardel a la música 2011, en el rubro «Mejor artista femenina de folklore».
Desde el año 2008 dirigió junto a su hermano Marcelo Baraj primero el taller de Canto y Percusión, y después el taller Cantaloop.
En 2008, en la ciudad de México, participó en la grabación del álbum MTV Unplugged de la cantautora mexicana Julieta Venegas. producido por el violonchelista brasileño Jaques Morelenbaum.
En 2008 participó en el programa Rolex «The mentor and the protege» junto al artista africano Youssou N'Dour.
Trabaja con la familia de Mario Paz, artesanos de la ciudad de Santiago del Estero (Argentina), representando sus bombos legüeros y cajas.

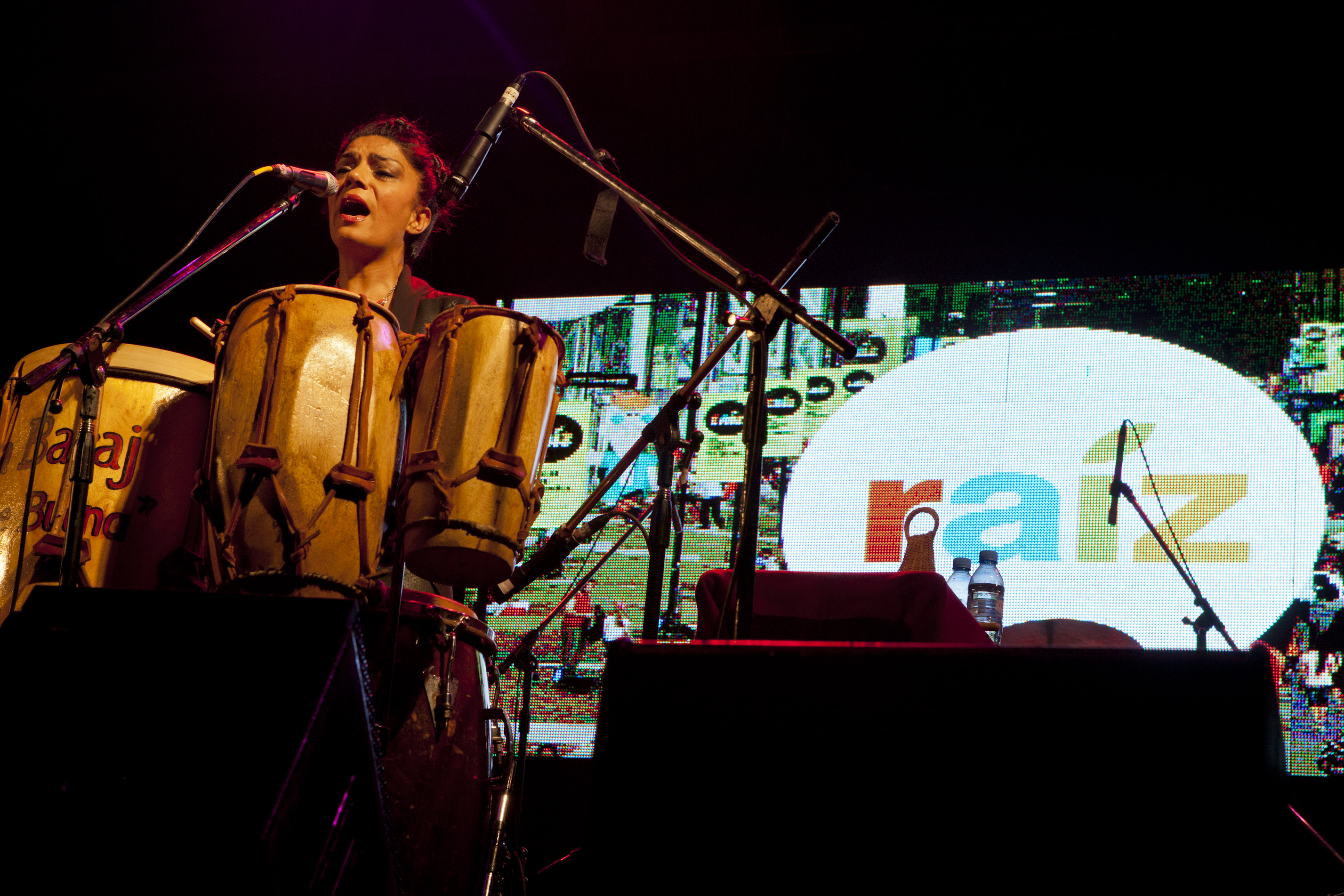
Mariana Baraj en un festival en Tecnópolis (Villa Martelli, 2 de noviembre de 2014).

Ha sido reiteradamente nominada a los Premios Gardel y obtuvo el Premio Clarín 2005 en el rubro Revelación de Folklore, cuando editó su segundo disco, Deslumbre.
En 2008 fue convocada para el MTV Unplugged de la mexicana Julieta Venegas.
En 2010 fue seleccionada para viajar a Senegal para hacer una gira con el senegalés Youssou N'Dour.
Su cuarto trabajo, Churita contiene por primera vez música original, compuesta, arreglada y dirigida en su totalidad por Mariana.
Autogestionó la completa producción del álbum.
Hizo gira con los temas de Churita, por varias ciudades de Europa, Estados Unidos, América Latina, Asia y África.
En 2011, Mariana Baraj ganó un premio Carlos Gardel (2011) como «mejor álbum de artista femenina de folclor» por su álbum Churita.
Había sido nominada junto con Mercedes Sosa y Soledad Pastorutti.
En Nadie contó con la colaboración de Fernando Ruiz Díaz (de Catupecu Machu).
Con Deslumbre Mariana ganó el Premio Clarín como «revelación de folclore».
Protagonizó, junto a la coplera salteña Julia Vilte, el documental Esta cajita que toco tiene boca y sabe hablar, dirigida por Lorena García.
En 2013 grabó su quinto álbum, Sangre buena.

En mi disco anterior había un sonido más acústico y ahora hay una búsqueda más eléctrica, sostenida por una orquestación y por la clase de instrumentos elegidos.
Mariana Baraj

Como invitados tuvo a
Fito Páez (teclados y voz),
el Chaqueño Palavecino (voz),
Daniel Villa (violín),
Carlos Ibáñez (guitarra),
Aldana Bello (charango),
Juan Cruz de Urquiza (trompeta),
Juan Canosa (trombón) y
Bernardo Baraj (saxo).

## Colaboraciones

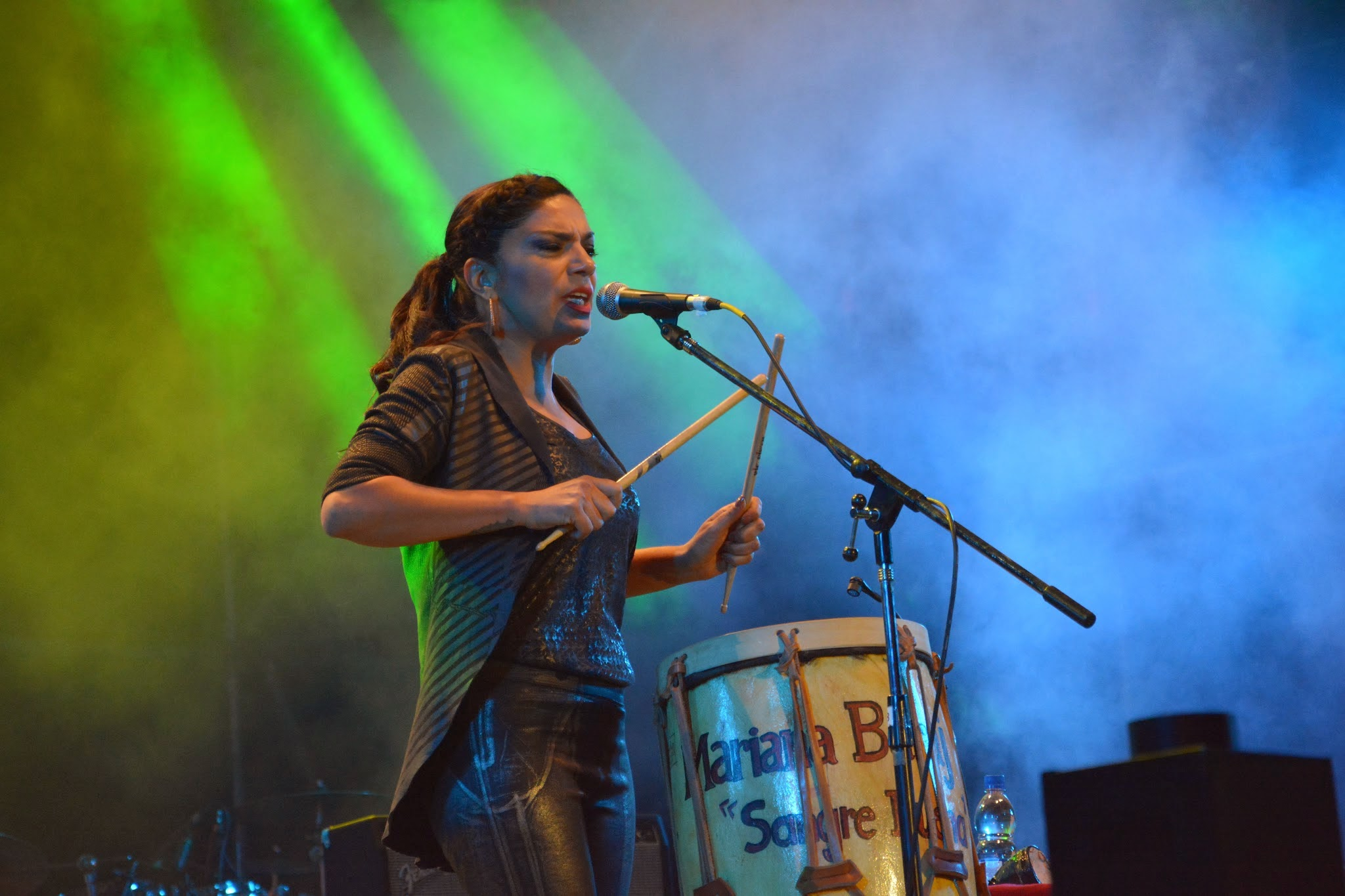
Mariana Baraj en el festival Verano de Emociones (San Marcos Sierras, 29 de enero de 2015).

Realizó colaboraciones con:
- Bruno Arias,
- Pedro Aznar,
- Jean-Paul Bourelly,
- Gustavo Cordera,
- Hugo Fattoruso,
- Liliana Herrero,
- Los Huayra,
- Hilda Lizarazu,
- Mad Professor,
- Rodolfo Mederos,
- Jaques Morelenbaum,
- Orozco-Barrientos,
- Fito Páez,
- Chaqueño Palavecino,
- Teresa Parodi,
- Fernando Ruiz Díaz,
- Gustavo Santaolalla,
- Joan Manuel Serrat,
- Benjamim Taubkin,
- Jaime Torres,
- Julieta Venegas,
- Vicentico,
- Lito Vitale,
- Randy Weston,
- Julia Zenko.

## Vida privada
Desde 2010 está radicada en el «barrio» Santa Apolonia, en el km 168 de la Ruta 68,
entre Cerrillos y La Merced, en una zona rural de la provincia de Salta.

## Discografía
- 2002: Lumbre
- 2005: Deslumbre
- 2007: Margarita y Azucena
- 2010: Churita
- 2010: Florcita de Amancay (música para niños)
- 2013: Sangre buena[2]
- 2015: Vallista
- 2016: Churo!
- 2017: Cuchi Violeta 100 Años
- 2023: Tus Ojos